# Tota pulchra es
Il  Tota pulchra es  è un'antica preghiera cristiana rivolta a Maria madre di Gesù, risalente al IV secolo.
Due parti di questo canto sono utilizzate nel breviario romano come antifone ai salmi dei primi e dei secondi Vespri dell'Immacolata Concezione: i primi due versi come I antifona e i versi dal terzo al quinto come III antifona. Inoltre la I antifona è anche impiegata a Prima e la III antifona a Sesta.

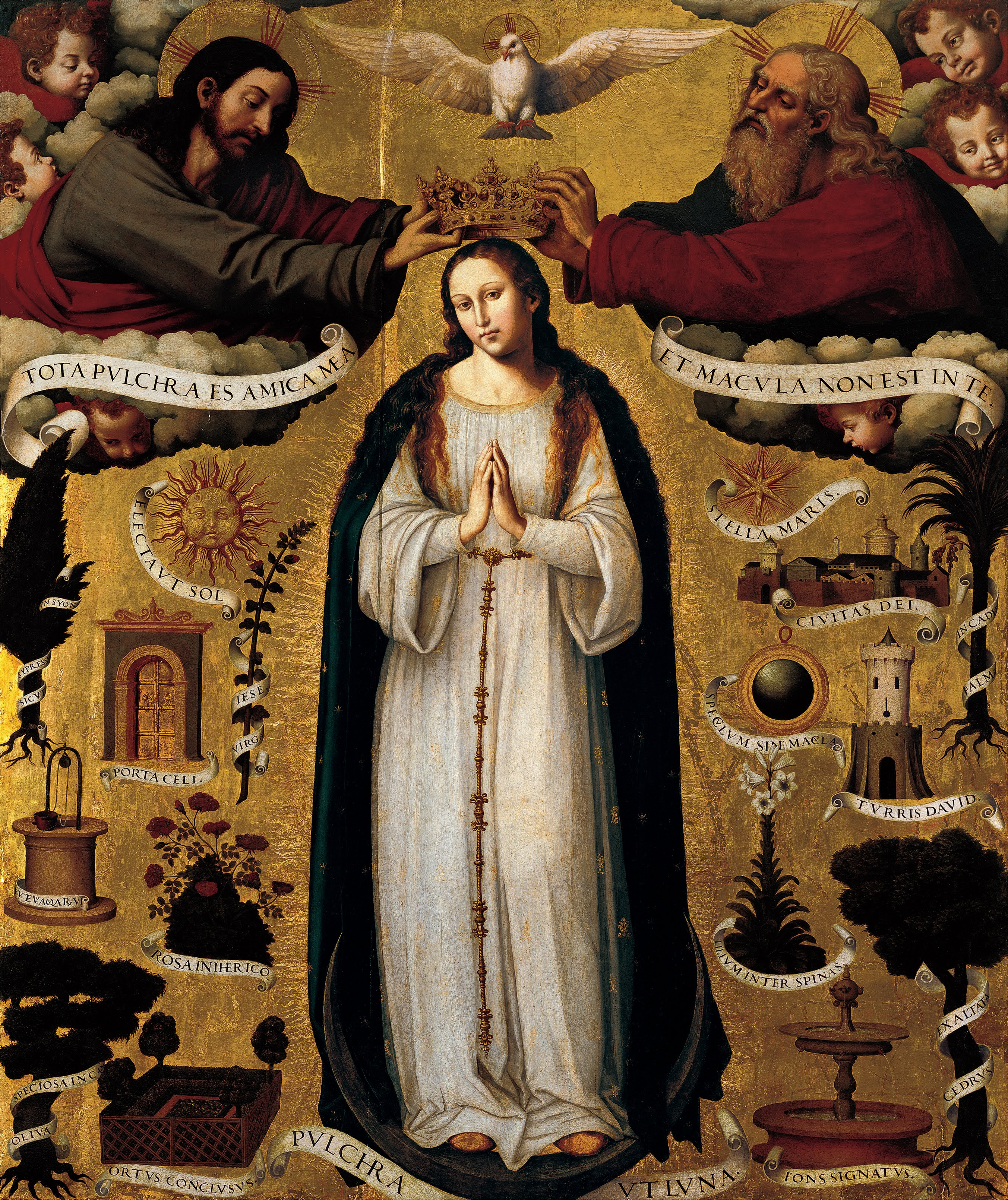
L'Immacolata Concezione, Joan de Joanes

Il titolo deriva dal verso iniziale, che significa "Tutta bella sei", in riferimento alla Madre di Gesù, concepita senza macchia di peccato originale.
Giovanni Paolo II, il cui moto apostolico fu Totus tuus (ego sum Maria), invocò Maria col Tota pulchra es in occasione della solennità mariana di domenica 8 dicembre, nel 1979 e nel 1985.

## Testo
Latino
Tota pulchra es, Maria.

Et macula originalis non est in Te.

Tu gloria Ierusalem.

Tu laetitia Israel.

Tu honorificentia populi nostri.

Tu advocata peccatorum.

O Maria, O Maria.

Virgo prudentissima.

Mater clementissima.

Ora pro nobis.

Intercede pro nobis.

Ad Dominum Iesum Christum.

Italiano
Tutta bella sei, Maria,

e il peccato originale non è in te.

Tu gloria di Gerusalemme,

tu letizia d'Israele,

tu onore del nostro popolo,

tu avvocata dei peccatori.

O Maria! O Maria!

Vergine prudentissima,

Madre clementissima,

prega per noi,

intercedi per noi

presso il Signore Gesù Cristo.

## Analisi
Due antifone citano altrettanti passi biblici:
- la prima antifona Tota pulchra es Maria et originalis macula non est in te, derivata da Cantico 4:7[9];
- la terza antifona (Tu gloria Jerusalem, tu letitia Israel, tu honorificentia populi nostri), derivata da Giuditta 15:10[10], e cantata anche il giorno della Natività della B.V. Maria.

## Nell'arte
Il testo ha ispirato le opere di vari compositori musicali, quali: Robert Schumann, Anton Bruckner, Lorenzo Perosi, Pablo Casals, Maurice Duruflé, Grzegorz Gerwazy Gorczycki, Heinrich Isaac, James MacMillan e Ola Gjeilo.
La Tora pulchra è un tema iconografico per descrivere l'Immacolata concezione di Maria diffuso nella penisola iberica e nella Nuova Spagna del XVII e del XVIII secolo, che ha avuto un'influenza anche nella letteratura e nel laboratorio sacro.